# Batalha de Suomussalmi
A Batalha de Suomussalmi foi travada entre forças finlandesas e soviéticas na Guerra de Inverno. A ação ocorreu de 30 de novembro de 1939 a 8 de janeiro de 1940. O resultado foi uma vitória finlandesa contra forças superiores. Esta batalha é considerada a mais clara, mais importante e mais significativa vitória finlandesa na metade norte da Finlândia. Na Finlândia, a batalha ainda é vista hoje como um símbolo de toda a Guerra de Inverno.

## Ordem de Batalha

### Exército soviético
9º Exército
- 163ª Divisão de Fuzileiros
- Partes do 47º Corpo de Fuzileiros
- 44ª Divisão de Fuzileiros

### Exército Finlandês
Grupo do Norte da Finlândia
- Grupo Susi (Ryhmä Susi)
- Grupo Siilasvuo
- 9ª Divisão de Infantaria

## Curso da batalha

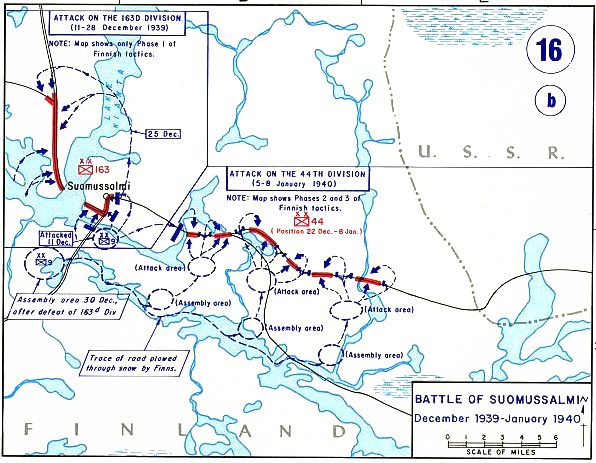
O mapa da Batalha de Suomussalmi de dezembro de 1939 a janeiro de 1940.

Em 30 de novembro de 1939, Zelentsov liderando a 163ª Divisão de Fuzileiros soviética (o 81º e o 662º Regimentos de Infantaria de Sharov com tanques e cavalaria) deixou Ukhta e cruzou a fronteira perto de Juntusranta, enquanto o 759º Regimento de Infantaria e o batalhão de reconhecimento da Divisão cruzaram em Raate, enquanto os soviéticos avançavam em direção a Suomussalmi. O objetivo soviético era avançar até a cidade de Oulu, efetivamente cortando a Finlândia ao meio. Na estrada que conectava Peranka com Hyrynsalmi, o 662º virou para o norte com a intenção de capturar Peranka, enquanto o 81º regimento virou para o sul para se juntar ao 759º no ataque a Suomussalmi. Em 4 de dezembro, o batalhão independente finlandês (ErP 15) e o 4º Batalhão de Substituição de Campanha lutaram contra os soviéticos de Raate a Suomussalmi, mas Suomussalmi foi capturada em 7 de dezembro. Em 6 de dezembro, o I. Pallari do ErP 16 interrompeu o avanço soviético em Peranka, no estreito de Piispajärvi. Paavo Susitaival assumiu o comando da Força-Tarefa Susi ao norte e leste da junção de Palovaara, enquanto Salske assumiu o comando do ErP 16 depois que Pallari foi ferido.
Em 9 de dezembro, o Regimento JR 27 de Hjalmar Siilasvuo chegou, interrompendo o avanço soviético em direção a Hyrynsalmi em uma balsa ao sul de Suomussalmi. No dia 11, o JR 27 cortou a ligação rodoviária soviética de Raate, a leste de Suomussalmi. Um batalhão finlandês cortou então as comunicações soviéticas em Hulkonniemi, a noroeste de Suomussalmi. Nas duas semanas seguintes, Siilasvuo conseguiu conter os soviéticos, enquanto a artilharia finlandesa chegava. Em 25 de dezembro, as forças de Siilasvuo foram reorganizadas como a 9ª Divisão, com a adição do Regimento JR 64, do batalhão de guerrilha Sissi P1 e do batalhão de bicicletas PPP 6. Em 27 de dezembro, a Força-Tarefa Susi, reforçada pelo Regimento JR 65, capturou Palovaara, impedindo o 662º Regimento soviético de apoiar o resto da 163ª Divisão.
Em 21 de dezembro, Mäkinen liderou grupos de ataque finlandeses no ataque à 44ª Divisão de Infantaria Motorizada de Vinogradov, que avançava pela Batalha da Estrada de Raate.
Em 24 de dezembro, cercado por todos os lados na área de Hulkonniemi-Suomussalmi, Zelentsov tentou avançar para o sul, mas foi detido pelo Segundo Batalhão do JR 27. Em 25 de dezembro, os soviéticos tentaram avançar para o oeste, mas foram novamente impedidos. Em 27 de dezembro, Siilasvuo fez sua jogada, com Kaarle Kari atacando do noroeste ao longo de colunas lideradas por Frans Fagernäs e Martti Harola, enquanto o Batalhão PPP 6 atacou do norte, e Paavola impediu qualquer movimento ao norte ao longo do Lago Kiantajärvi.
Em 28 de dezembro, por volta das 9h, de acordo com Chew, "a resistência russa desmoronou repentinamente em frente a Fagernäs, os homens dispararam de suas posições, alguns em direção à vila de Suomussalmi, outros para o gelo do Lago Kiantajärvi - alguns jogando fora suas armas em sua pressa. Esta retirada selou o destino da 163ª Divisão, embora a batalha continuasse contra seus remanescentes por mais dois dias. A 163ª Divisão não existia mais - havia apenas algumas centenas de homens com frio, fome e medo que abandonaram suas armas e fugiram em pânico em direção à fronteira soviética além de Juntusranta, cerca de 20 milhas a nordeste. A derrota se transformou em um massacre..." 

## Resultado
A batalha resultou em uma grande vitória para os finlandeses. Se a União Soviética tivesse capturado a cidade de Oulu, os finlandeses teriam que defender o país em duas frentes e uma importante ligação ferroviária com a Suécia teria sido cortada. A batalha também deu um impulso decisivo ao moral do exército finlandês.
Além disso, as forças finlandesas na estrada Raate-Suomussalmi capturaram uma grande quantidade de suprimentos militares, incluindo tanques (43), canhões de campanha (70), caminhões (278), cavalos (1.170), canhões antitanque (29), metralhadoras (300), fuzis (6.000) e outras armas, as quais eram muito necessárias ao exército finlandês.
Alvar Aalto esculpiu um memorial para os soldados finlandeses que morreram na batalha.

## Baixas
As tropas soviéticas sofreram pesadas perdas, mas as estimativas sobre a gravidade dessas perdas variam dependendo da fonte. Várias estimativas relatam entre 22.500 e 27.000 baixas soviéticas. O historiador americano Allen Chew estimou as perdas soviéticas totais em 22.500. Outra estimativa enumera 27.000 mortos e 2.100 capturados.
Na historiografia russa, até o colapso da URSS, a questão das perdas não foi abordada de forma alguma. Pavel Aptekar foi um dos primeiros a abordar a questão das perdas; no entanto, os seus dados não refletem o quadro completo da batalha, mas estimam que as perdas da 44ª Divisão sejam, segundo ele, de 4.000 pessoas e 80 tanques. Dez anos depois, foi publicado um artigo de outro historiador, Oleg Kiselev, que rastreou a dinâmica das perdas de todas as formações durante a batalha. Como resultado, ele chegou à seguinte conclusão:
| Batalha de Suomussalmi | Mortos | Feridos | Desaparecidos | Congelados | Total  |
| ---------------------- | ------ | ------- | ------------- | ---------- | ------ |
| Baixas soviéticas      | 2.303  | 4.001   | 3.868         | 2.800      | 12.972 |

## Análise
A Batalha de Suomussalmi é frequentemente citada como um exemplo de como uma pequena força, devidamente liderada e lutando em terreno conhecido, pode derrotar um inimigo numericamente muito superior. Os fatores que contribuíram para a vitória finlandesa incluíram:
- As tropas finlandesas possuíam maior mobilidade devido aos esquis e trenós; em contraste, o equipamento pesado soviético os confinava às estradas.
- O objetivo soviético de cortar a Finlândia ao meio através da região de Oulu, embora parecesse razoável em um mapa, era inerentemente irrealista, já que a região era composta principalmente por pântanos florestais, com sua rede rodoviária consistindo principalmente de trilhas de extração de madeira. As divisões mecanizadas dependiam delas e, assim, se tornaram alvos fáceis para as tropas móveis de esqui finlandesas.
- A estratégia finlandesa era flexível e muitas vezes pouco ortodoxa; por exemplo, as tropas finlandesas atacaram cozinhas de campanha soviéticas, o que desmoralizou os soldados soviéticos que lutavam em um inverno subártico.
- O exército soviético estava mal-equipado, especialmente no que diz respeito a roupas de camuflagem de inverno; em contraste, o equipamento das tropas finlandesas era bem adequado para guerras em neve profunda e temperaturas congelantes.
- O exército finlandês tinha um moral muito alto, devido ao fato de estar defendendo sua nação. As tropas soviéticas, no entanto, tinham razões exclusivamente políticas para seu ataque, consequentemente perdendo a vontade de lutar em breve, apesar dos esforços contínuos dos propagandistas soviéticos.
- Um fator adicional foram as falhas da contra-inteligência soviética: as tropas finlandesas interceptavam frequentemente as comunicações soviéticas, que dependiam fortemente de linhas telefônicas normais.[13]
- As táticas finlandesas envolviam simplicidade quando necessário, já que o ataque final era um simples ataque frontal, o que diminuía as chances de erros táticos. O clima adverso também favoreceu planos relativamente simples.

### Citações
1. ↑  Trotter, William R. (2013). A Frozen Hell: The Russo-Finnish Winter War of 1939-1940 (em inglês) 2ª ed. Chapel Hill, Carolina do Norte: Algonquin Books. ISBN 978-1565126923. OCLC 847527726
2. ↑  Nenye, Vesa; Munter, Peter; Wirtanen, Toni; Birks, Chris (2015). Finland at War: The Winter War 1939–40. Col: General Military (em inglês). Oxford: Osprey Publishing. p. 142, 155. ISBN 978-1472813589. OCLC 921996964
3. ↑  Nenye, Vesa; Munter, Peter; Wirtanen, Toni; Birks, Chris (2015). Finland at War: The Winter War 1939–40 (em inglês). Oxford: Osprey Publishing. p. 142, 146, 155. ISBN 978-1472813589. OCLC 921996964
4. 1 2 3 4 5  Chew, Allen F. (1971). The White Death: the Epic of the Soviet-Finnish Winter War (em inglês). East Lansing, Michigan: Michigan State University Press. p. 5–10,97–125. ISBN 978-0870131677. OCLC 227089
5. ↑  Brecher, Gary (29 de dezembro de 2006). «Your Xmas War-Gift: The Mighty Finn». The Exile (em inglês). Consultado em 20 de março de 2025. Arquivado do original em 5 de março de 2016
6. 1 2  Chew, Dr. Allen F. (dezembro de 1981). «Fighting the Russians in Winter: Three Case Studies» (PDF). Fort Leavenworth. Leavenworth Papers (em inglês): 29. Consultado em 20 de março de 2025
7. ↑  Chilvers, Ian, ed. (2004). «Aalto, Alvar». The Oxford Dictionary of Art (em inglês) 3ª ed. Oxford: Oxford University Press. p. 1. ISBN 978-0191727627. OCLC 4811804818. doi:10.1093/acref/9780198604761.001.0001
8. ↑  Campbell, David (2016). Finnish Soldier vs Soviet Soldier: Winter War 1939–40. Col: Combat 21 (em inglês). Oxford: Osprey Publishing. p. 56. ISBN 978-1472813244. OCLC 958945582
9. 1 2  Luckhurst, Tim (2023). Reporting the Second World War: The Press and the People 1939-1945 (em inglês). Londres: Bloomsbury Publishing. ISBN 978-1350149519. OCLC 1368044774. doi:10.5040/9781350149526
10. ↑  Aptekar, Pavel (2022). Советско-финская война. Прорыв линии Маннергейма. 1939—1940 [A Guerra Soviético-Finlandesa: O avanço da Linha Mannerheim, 1939-1940]. Col: Istoriya voyny (em russo). Moscou: Centrpoligraf. p. 140. ISBN 978-5045128780. OCLC 61197845
11. ↑  Kiselev, Oleg (2014). «Вопрос о потерях Красной армии под Суолмуссалми в отечественной и зарубежной историографии» [A questão das perdas do Exército Vermelho em Suolmussalmi na historiografia nacional e estrangeira]. Monument Zimney voyne (em russo). Consultado em 21 de março de 2025
12. ↑  Chew, Allen F. (1971). The White Death: the Epic of the Soviet-Finnish Winter War (em inglês). East Lansing, Michigan: Michigan State University Press. p. 109. ISBN 978-0870131677. OCLC 227089
13. ↑  Wilson, Hughes (2006). «Snow and Slaughter at Suomussalmi». Military History (em inglês)